# Домбрава
Домбрава (словен. Dombrava) — поселення в общині Ренче-Вогрско, Регіон Горишка, Словенія. Висота над рівнем моря: 51,6 м. Розташоване в долині річки Випава.